# Nouvelle version de la Bible du Roi Jacques
La nouvelle version de la Bible du Roi Jacques (titre original : New King James Version, aussi raccourcie sous l'acronyme NKJV) est une traduction de la Bible en anglais contemporain. Publiée par Thomas Nelson, l'intégralité de la NKJV est sortie en 1982. En ce qui concerne sa base textuelle, cette Bible s'appuie sur une édition critique récemment publiée (la Biblia Hebraica Stuttgartensia ) pour l'Ancien Testament, tout en choisissant d'utiliser le Textus receptus pour le Nouveau Testament .
L'ouvrage est décrit par Thomas Nelson comme étant « scrupuleusement fidèle à l'original,  mais véritablement mis à jour pour améliorer sa clarté et sa lisibilité ».

## Histoire
Le texte du Nouveau Testament a été publié en 1979 ; les Psaumes en 1980 ; et la Bible complète en 1982. Le projet a duré sept ans au total.

## Philosophie de la traduction
Le rédacteur en chef de cette Bible, Arthur L. Farstad, a abordé les préoccupations textuelles dans un livre expliquant la philosophie de traduction de l'ouvrage. Il a défendu le texte majoritaire (également appelé texte-type byzantin) et a affirmé que le Textus receptus est inférieur au texte majoritaire, mais il a noté (p. 114) que la NKJV fait référence à des divergences significatives entre les types de textes dans ses notes marginales : « Aucune des trois traditions [textuelles] présentes sur chaque page du Nouveau Testament […] n'est étiquetée « meilleure » ou « la plus fiable ». Le lecteur est autorisé à se faire sa propre opinion sur la lecture correcte. » .

## Diffusion
La traduction NKJV est devenue l'une des Bibles les plus vendues aux États-Unis. En Juillet 2022, elle est répertoriée comme la sixième Bible la plus vendue par l'ECPA (Evangelical Christian Publishers Association).
Une version intégrale en audio intitulée « The Word of Promise Audio Bible » a été produite par l'éditeur. La Bible y est lue par des célébrités et entièrement dramatisé avec de la musique et des effets sonores.
Gideons International, une organisation qui place des Bibles dans les hôtels et les hôpitaux, a utilisé à un moment donné la traduction NKJV avec la KJV, proposant la KJV comme traduction par défaut et proposant la NKJV lorsqu'une organisation demandait qu'une Bible dans un anglais plus récent soit utilisée.
Après l'acquisition de Thomas Nelson par HarperCollins, les Gideons ont choisi de commencer à utiliser la version standard anglaise (ESV) au lieu du NKJV,.

## Voir également
- Traductions modernes de la Bible en anglais

## Remarques
1. ↑  Footnotes are provided regarding textual variants found in the Nestle–Aland Novum Testamentum Graece and the Majority Text.
2. ↑  That is, the King James Version.

## Pour aller plus loin

#### Textes juifs
- Talmud
- Tanakh
- Torah
- Parasha
- Nevi'im
- Ketouvim

#### Bible chrétienne
- Ancien Testament
- Nouveau Testament
- Évangiles
- Livres deutérocanoniques
- Septante
- Vulgate

#### Recherches historiques et exégétiques
- Datation de la Bible
- Données archéologiques sur les premiers Israélites de Palestine et d'Égypte
- Données archéologiques sur les règnes de David et Salomon
- Exégèse historico-critique de la Bible
- Histoire de la recherche sur le Pentateuque
- Hypothèse documentaire
- Midrash
- Quatre sens des Écritures

#### Traductions de la Bible
- Lexilogos, les traductions de la Bible en français (répertoire)
- La Bible sur Wikisource
- La Bible audio sur wordproject

#### Éditions juives
- Sefarim.fr La Bible hébraïque en hébreu, traduite verset par verset en français (Rabbinat), en anglais (King James / Roi Jacques), avec moteur de recherches en caractères latins ou hébreux.
- La Bible Chouraqui Traduction originale de l'hébreu par André Chouraqui (contient aussi le Nouveau Testament, traduit du grec).
- (en) « Bible »(Archive.org • Wikiwix • Archive.is • Google • Que faire ?), sur Jewish Virtual Library

#### Éditions chrétiennes
- Bible du Semeur en ligne, sur OperaBiblica.com
- Bible de la liturgie (traduction destinée à l'utilisation liturgique)
- Cinq traductions modernes ou révisées dont la TOB (Traduction Œcuménique de la Bible) de 2010, moteur de recherche
- La Bible multilingue
- La Bible traduite par Louis Segond en 1910